# Wahlkreis Dresden V
Der Wahlkreis Dresden V war ein Landtagswahlkreis zur Landtagswahl in Sachsen 1990, der ersten Landtagswahl nach der Wiedergründung des Landes Sachsen. Er hatte die Wahlkreisnummer 43. Für die Landtagswahlen 1994 wurde auch infolge der Kreisreform die Wahlkreisstruktur verändert, zudem wurde die Zahl der Wahlkreise von 80 auf 60 verringert. Das Gebiet des Wahlkreises Dresden V wurde Teil einer der sechs Wahlkreise auf Dresdener Stadtgebiet.
Das Wahlkreisgebiet umfasste Teile des Stadtbezirkes Mitte mit den Wohnbezirken 001 bis 034 und 060 bis 093.

## Ergebnisse
Die Landtagswahl 1990 fand am 14. Oktober 1990 statt und hatte folgendes Ergebnis für den Wahlkreis Dresden V:
| Direktkandidat | Partei (Kürzel) | Erststimmen (%) | Zweitstimmen (%) |
| -------------- | --------------- | --------------- | ---------------- |
|                | DA              | –               | 00,6             |
| Volker Nollau  | CDU             | 45,0            | 48,1             |
|                | Chr. L          | –               | 00,2             |
|                | DBU             | –               | 00,4             |
|                | DSU             | 04,4            | 02,9             |
|                | F.D.P.          | 05,1            | 04,0             |
|                | LL-PDS          | 19,2            | 19,0             |
|                | NPD             | –               | 00,6             |
|                | FORUM           | 11,6            | 08,1             |
|                | RAP             | –               | 00,1             |
|                | SHB             | –               | 00,1             |
|                | SPD             | 14,7            | 15,9             |

Es waren 53.224 Personen wahlberechtigt. Die Wahlbeteiligung lag bei 77,3 %. Von den abgegebenen Stimmen waren 1,8 % ungültig. Als Direktkandidat wurde Volker Nollau (CDU) mit 45,0 % aller gültigen Stimmen gewählt.